# Irgendwoher
«Irgendwoher» (en español: «De algún lugar») es una canción compuesta por Lothar Löffler e interpretada en alemán por Christa Williams. Se lanzó como sencillo en 1959 mediante Decca Records. Fue elegida para representar a Suiza en el Festival de la Canción de Eurovisión de 1959 tras ganar la final nacional suiza, Finale suisse 1959.

## Festival de la Canción de Eurovisión 1959

### Selección
«Irgendwoher» calificó para representar a Suiza en el Festival de la Canción de Eurovisión 1959 tras ganar la final nacional suiza, Finale suisse 1959.

### En el festival
La canción participó en el festival celebrado en el Palacio de Festivales y Congresos de Cannes el 11 de marzo de 1959, siendo interpretada por la cantante alemana Christa Williams. La orquesta fue dirigida por Franck Pourcel.
Fue interpretada en octavo lugar, siguiendo a Suecia con Brita Borg interpretando «Augustin» y precediendo a Austria con Ferry Graf interpretando «Der k. und k. Kalypso aus Wien» (‘El calipso imperial y real’). Al final de las votaciones, la canción recibió 14 puntos, obteniendo el cuarto puesto de 11.